# Hughes County (South Dakota)
Hughes County ist ein County im Bundesstaat South Dakota der Vereinigten Staaten. Das U.S. Census Bureau hat bei der Volkszählung 2020 eine Einwohnerzahl von 17.765 ermittelt. Der Verwaltungssitz (County Seat) ist Pierre, die Hauptstadt von South Dakota.

## Geographie
Der Bezirk hat eine Fläche von 2073 Quadratkilometern; davon sind 154 Quadratkilometer (7,42 %) Wasserflächen. Er wird in zwei Townships eingeteilt: Raber und Valley; sowie drei unorganisierte Territorien: West Hughes, North Hughes und Crow Creek.

## Geschichte
Das County wurde am 8. Januar 1873 gegründet und die Verwaltungsorganisation am 26. November 1880 abgeschlossen. Es wurde nach Alexander Hughes benannt, der Anwalt und Präsident der gesetzgebenden Versammlung des Dakota-Territoriums war.

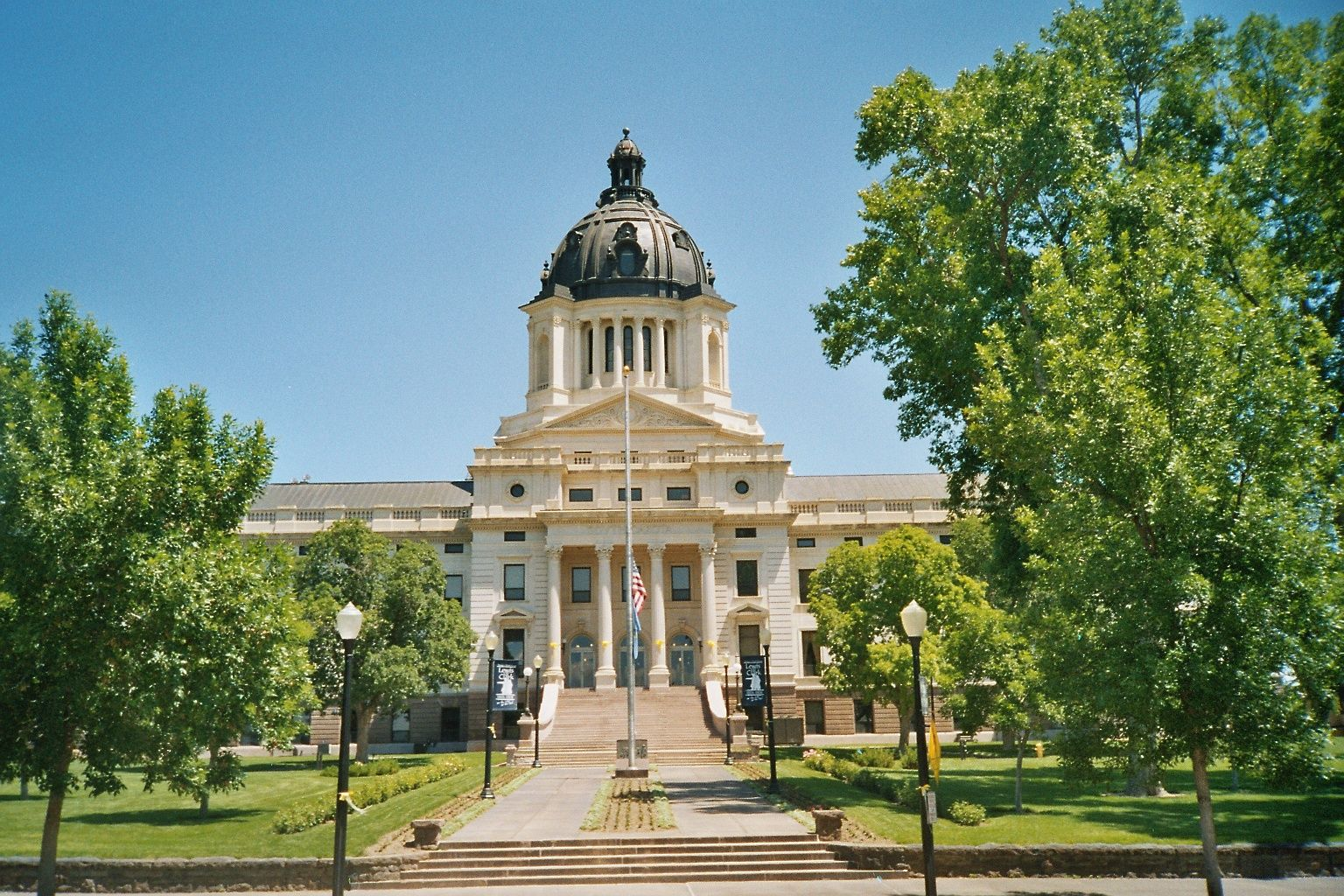
Das South Dakota State Capitol ist einer von 42 Einträgen des Countys im NRHP.

Ein Ort im County hat den Status einer National Historic Landmark, die archäologische Fundstätte Arzberger Site. 42 Bauwerke und Stätten des Countys sind im National Register of Historic Places (NRHP) eingetragen (Stand 2. August 2018).

## Städte und Gemeinden
Städte (cities)
- Blunt
- Pierre

Gemeinden (towns)
- Harrold

Gemeindefreie Dörfer
- Canning